# HD188103
HD188103 — хімічно пекулярна зоря спектрального класу A0, що має видиму зоряну величину в смузі V приблизно  7,9.
Вона  розташована на відстані близько 1113,2 світлових років від Сонця.

## Пекулярний хімічний склад
Зоряна атмосфера HD188103 має підвищений вміст 
Cr
.